# Белфеєр (Вашингтон)
Белфеєр (англ. Belfair) — переписна місцевість (CDP) в США, в окрузі Мейсон штату Вашингтон. Населення — 4279 осіб (2020).

## Географія
Белфеєр розташований за координатами 47°26′56″ пн. ш. 122°50′57″ зх. д. / 47.44889° пн. ш. 122.84917° зх. д. (47.448944, -122.849111).  За даними Бюро перепису населення США в 2010 році переписна місцевість мала площу 19,04 км², з яких 19,04 км² — суходіл та 0,00 км² — водойми.

## Демографія
Згідно з переписом 2010 року, у переписній місцевості мешкала 3931 особа в 1473 домогосподарствах у складі 971 родини. Густота населення становила 206 осіб/км².  Було 1634 помешкання (86/км²).
Расовий склад населення:
| - 85,2 % — білих - 3,9 % — корінних американців - 1,6 % — азіатів - 0,9 % — чорних або афроамериканців - 0,4 % — вихідців з тихоокеанських островів - 2,8 % — осіб інших рас |

До двох чи більше рас належало 5,3 %. Частка іспаномовних становила 10,2 % від усіх жителів.
За віковим діапазоном населення розподілялося таким чином: 26,2 % — особи молодші 18 років, 62,9 % — особи у віці 18—64 років, 10,9 % — особи у віці 65 років та старші. Медіана віку мешканця становила 35,9 року. На 100 осіб жіночої статі у переписній місцевості припадало 102,2 чоловіків;  на 100 жінок у віці від 18 років та старших — 101,6 чоловіків також старших 18 років.
Середній дохід на одне домашнє господарство  становив 62 686 доларів США (медіана — 51 567), а середній дохід на одну сім'ю — 68 404 долари (медіана — 58 235). Медіана доходів становила 53 750 доларів для чоловіків та 46 205 доларів для жінок. За межею бідності перебувало 21,5 % осіб, у тому числі 36,1 % дітей у віці до 18 років та 3,0 % осіб у віці 65 років та старших.
Цивільне працевлаштоване населення становило 1220 осіб. Основні галузі зайнятості: освіта, охорона здоров'я та соціальна допомога — 26,0 %, виробництво — 14,5 %, науковці, спеціалісти, менеджери — 12,1 %.